# Hello, Dolly! (musical)
Hello, Dolly! (em português:  Olá Dolly!) é um musical de 1964 com letras e músicas de Jerry Herman e um livro de Michael Stewart, baseado na farsa de Thornton Wilder de 1938, The Merchant of Yonkers, que Wilder revisou e renomeou The Matchmaker em 1955. O musical segue a história de Dolly Gallagher Levi, uma forte casamenteira, enquanto viaja para Yonkers, em Nova York, para encontrar uma partida para o miserável "meio-milionário solteiro e solteira" Horace Vandergelder.
Olá Dolly! foi produzido pela primeira vez na Broadway por David Merrick em 1964, ganhando 10 Tony Awards, incluindo Best Musical. Isso estabeleceu um recorde que a peça manteve por 37 anos. O álbum do show Olá, Dolly! Uma gravação de elenco original foi introduzida no Grammy Hall of Fame em 2002. O álbum alcançou o número um na parada de álbuns da Billboard em 6 de junho de 1964, e foi substituído na próxima semana pelo álbum de Louis Armstrong, Hello, Dolly! Louis Armstrong também participou de apresentações do show na Broadway para interpretar uma pequena parte da música "Hello, Dolly!".
O show tornou-se um dos sucessos mais duradouros do teatro musical, com quatro revivals da Broadway e sucesso internacional. Também foi transformado no filme de 1969 Hello Dolly! que ganhou três prêmios da Academia e foi indicado em quatro outras categorias.

## História
A trama de Olá, Dolly! originou em 1835 Inglês jogar um dia bem passado por John Oxenford, que Johann Nestroy adaptado para a farsa Einen Jux vai er sich machen (ele vai em uma série ou ele vai ter mesmo um bom tempo). Thornton Wilder adaptou a peça de Nestroy em sua peça farsa de 1938, The Merchant of Yonkers. Essa peça foi um fracasso, então ele a revisou e a nomeou de The Matchmaker em 1955, expandindo o papel de Dolly (interpretado por Ruth Gordon). O Matchmaker se tornou um sucesso e foi muito revivido e transformado em um filme de 1958, estrelado por Shirley Booth. No entanto, o musical A Trip to Chinatown, de 1891, também apresenta uma viúva intrometida que se esforça para trazer romance a vários casais e a si mesma em um restaurante da cidade grande.
O papel de Dolly Gallagher Levi foi originalmente escrito para Ethel Merman, mas ela recusou, assim como Mary Martin - embora os dois tenham eventualmente interpretado. Merrick então fez o teste de Nancy Walker, mas contratou Carol Channing, que criou seu papel principal em Dolly. O diretor Gower Champion não foi a primeira escolha do produtor, mas Hal Prince e outros recusaram, entre eles Jerome Robbins e Joe Layton.
Olá Dolly! tiveram testes difíceis em Detroit, Michigan e Washington, DC. Depois de receber as críticas, os criadores fizeram grandes mudanças no roteiro e na pontuação, incluindo a adição da música "Before the Parade Passes By". O programa foi originalmente intitulado Dolly, A Damned Exasperating Woman, depois Call on Dolly, mas Merrick mudou ao ouvir a versão de Louis Armstrong de "Hello, Dolly". O espetáculo se tornou um dos espetáculos mais icônicos da Broadway na segunda metade da década de 1960, com 2 844 apresentações, e foi o musical mais antigo da história da Broadway por um tempo.

## Sinopse
Fontes: Tams-Witmark Guia de teatro musical Masterworks Broadway

### Ato I

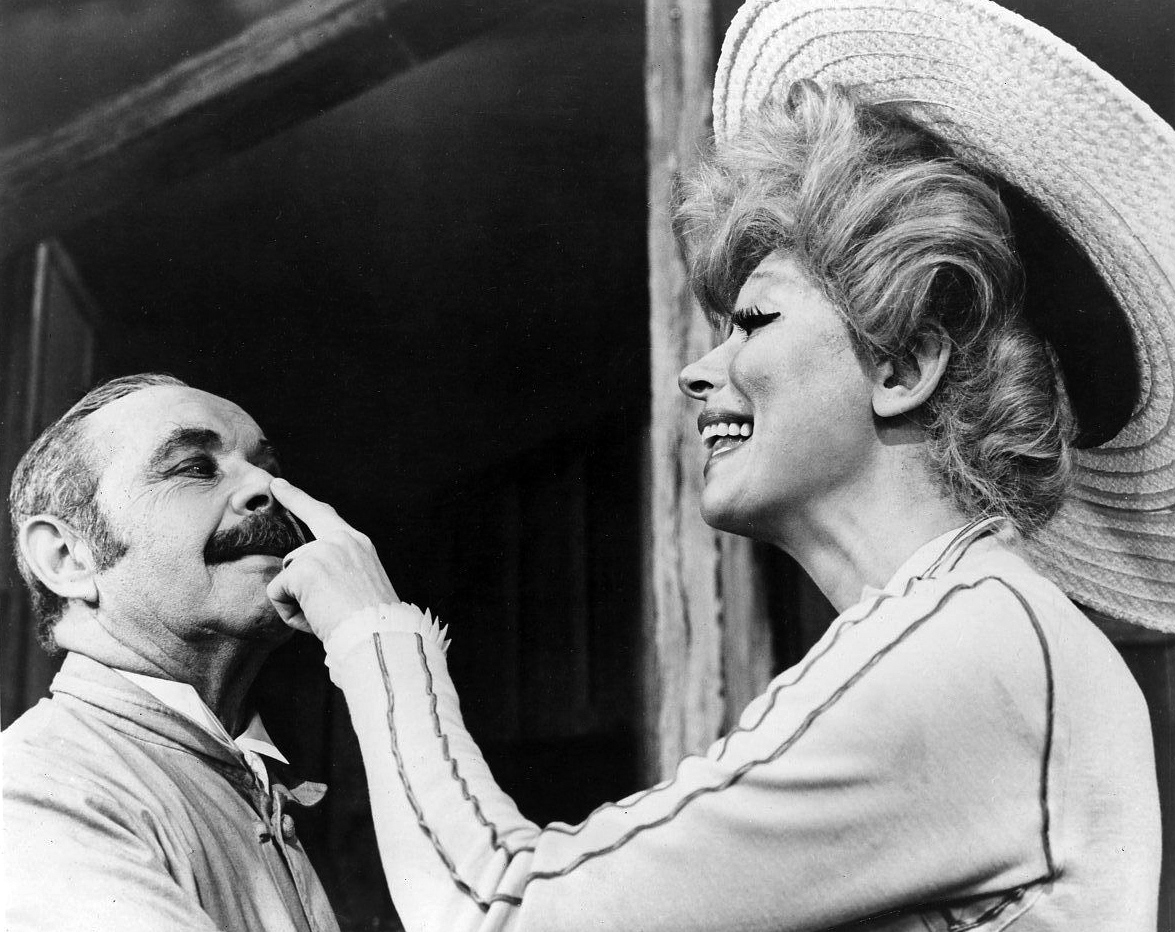
David Burns e Carol Channing no elenco original da Broadway, 1964

Quando o século XIX se torna o século XX, toda a cidade de Nova Iorque está animada porque a viúva, mas atrevida Dolly Gallagher Levi, está na cidade ("Call on Dolly"). Dolly ganha a vida com o que ela chama de "intromissão" - matchmaking e inúmeras linhas laterais, incluindo instrução de dança e aulas de bandolim ("I Put My Hand In"). Atualmente, ela está procurando uma esposa para Horace Vandergelder, o conhecido meio milionário, mas fica claro que Dolly pretende se casar com Horace. Ambrose Kemper, um jovem artista, quer se casar com a sobrinha chorona de Horace, Ermengarde, mas Horace se opõe a isso porque a vocação de Ambrose não garante uma vida estável. Ambrose pede a ajuda de Dolly e eles viajam para Yonkers, Nova York, para visitar Horace, que é um cidadão importante lá e é dono do Hay and Feed de Vandergelder.
Horace explica para seus dois funcionários, Cornelius Hackl e Barnaby Tucker, que ele vai se casar porque "É preciso uma mulher" para fazer alegremente todas as tarefas domésticas. Ele planeja viajar com Dolly para Nova York para marchar no desfile da décima quarta rua e propor a viúva Irene Molloy, dona de uma chapelaria lá. Dolly chega a Yonkers e "acidentalmente" menciona que o primeiro marido de Irene pode não ter morrido de causas naturais, e também menciona que conhece uma herdeira, Ernestina Money, que pode estar interessada em Horace. Horace parte para Nova York e deixa Cornelius e Barnaby para administrar a loja.
Cornelius decide que ele e Barnaby precisam sair de Yonkers. Eles vão para Nova York, fazem uma boa refeição, gastam todo o seu dinheiro, veem a baleia empalhada no museu de Barnum, quase são presos e cada um beija uma garota! Eles explodem algumas latas de tomate para criar um cheiro horrível e um pretexto para fechar a loja. Dolly menciona que conhece duas damas em Nova York que devem chamar: Irene Molloy e sua assistente de loja, Minnie Fay. Ela diz a Ermengarde e Ambrose que as participará da competição de polca no sofisticado Harmonia Gardens Restaurant, em Nova York, para que Ambrose possa demonstrar sua capacidade de ser um ganha-pão para Horace. Cornelius, Barnaby, Ambrose, Ermengarde e Dolly pegam o trem para Nova York ("Vista suas roupas de domingo").
Irene e Minnie abrem sua chapelaria durante a tarde. Irene quer um marido, mas não ama Horace Vandergelder. Ela declara que usará um chapéu elaborado para impressionar um cavalheiro ("Ribbons Down My Back"). Cornelius e Barnaby chegam à loja e fingem ser ricos. Horace e Dolly chegam à loja, e Cornelius e Barnaby se escondem dele. Irene inadvertidamente menciona que conhece Cornelius Hackl, e Dolly diz a Horace que, embora Cornelius seja o funcionário de Horace durante o dia, ele é um playboy de Nova York à noite; ele é um dos Hackls. Minnie grita quando encontra Cornelius escondido no armário. Horace está prestes a abrir o armário, mas Dolly, Irene e Minnie o distraem com sentimentos patrióticos relacionados a assuntos como Betsy Ross e A Batalha do Alamo, mostrados na famosa letra "Alamo, lembre-se do Alamo!" ("Marcha da maternidade"). Cornelius espirra, e Horace sai em disparada, percebendo que há homens escondidos na loja, mas sem saber que são os funcionários dele.
Dolly providencia que Cornelius e Barnaby, que ainda estão fingindo ser ricos, levem as damas para jantar no restaurante Harmonia Gardens para compensar sua humilhação. Ela ensina Cornelius e Barnaby a dançar, já que eles sempre dançam em tais estabelecimentos ("Dança"). Em breve, Cornelius, Irene, Barnaby e Minnie estão dançando alegremente. Eles vão assistir ao grande desfile da 14th Street Association juntos. Sozinha, Dolly decide deixar para trás seu querido marido Ephram e seguir com a vida "Before the Parade Passes By". Ela pede a permissão de Ephram para se casar com Horace, solicitando um sinal dele. Dolly alcança o irritado Vandergelder, que perdeu todo o desfile, e ela o convence a dar mais uma chance ao seu casamento. Ela diz a ele que Ernestina Money seria perfeita para ele e pede que ele a encontre nos elegantes Jardins Harmonia naquela noite.

### Ato II

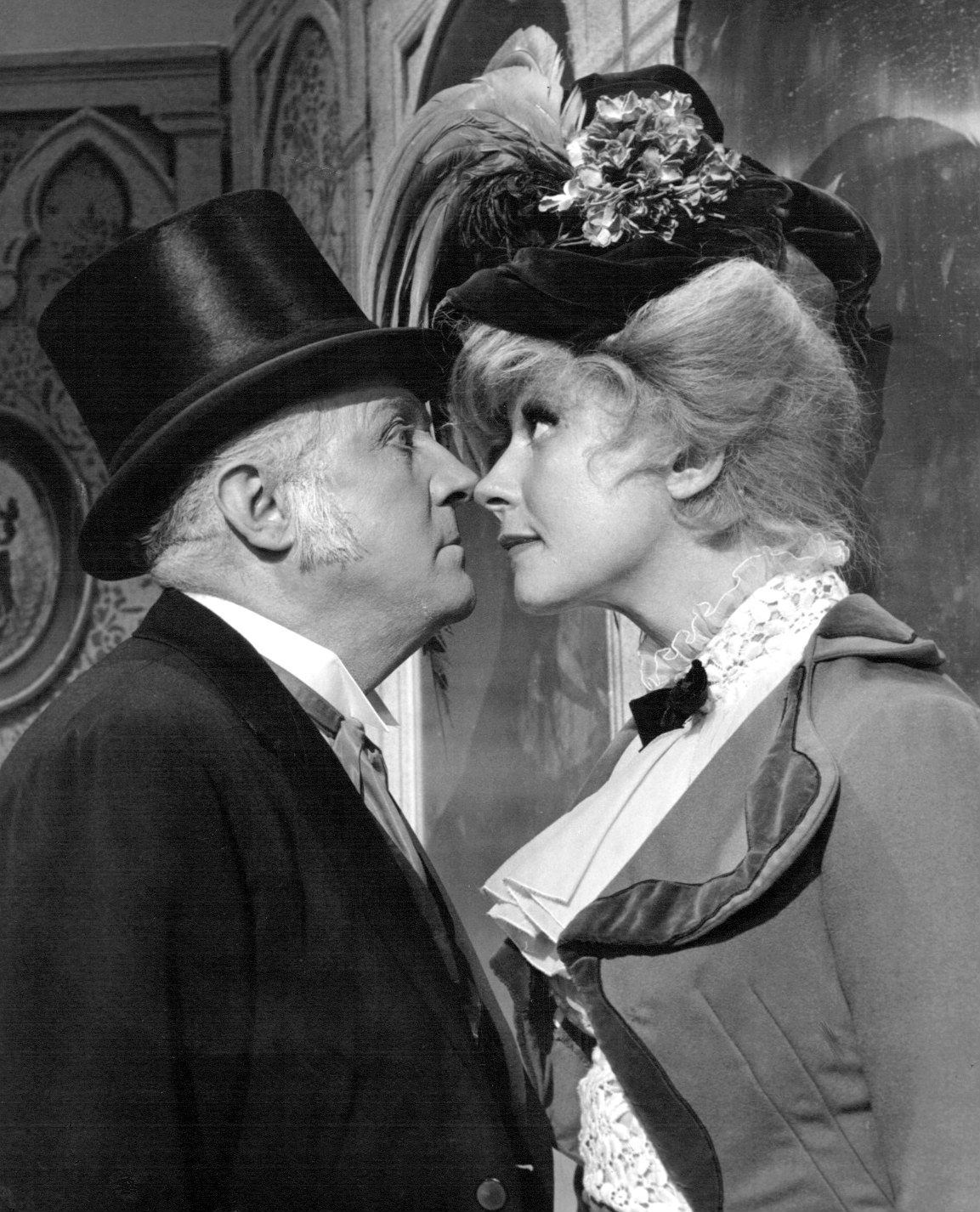
Milo Boulton e Carol Channing em uma das várias turnês nacionais, 1966

Cornelius está determinado a dar um beijo antes que a noite acabe, mas Barnaby não tem tanta certeza. Como os funcionários não têm dinheiro para uma carruagem, eles dizem às meninas que caminhar até o restaurante mostra que eles têm "Elegância". No restaurante Harmonia Gardens, Rudolph, o garçom chefe, prepara sua equipe de serviço para o retorno de Dolly Gallagher Levi: o serviço de raios habitual, segundo ele, deve ser "duas vezes mais rápido" ("The Waiters 'Gallop"). Horace chega com o namorado dele, mas ela não é nem tão rica nem elegante como Dolly havia sugerido; além disso, ela logo fica entediada com Horace e vai embora, como Dolly havia planejado.
Cornelius, Barnaby e suas datas chegam, sem saber que Horace também está jantando no restaurante. Irene e Minnie, inspiradas na opulência do restaurante, encomendam os itens mais caros do menu. Cornelius e Barnaby ficam cada vez mais ansiosos quando descobrem que têm pouco mais de um dólar restante. Dolly faz seu retorno triunfante aos Jardins Harmonia e é recebida em grande estilo pela equipe ("Olá, Dolly!") Ela se senta no assento agora vazio à mesa de Horace e começa a comer um jantar grande e caro, dizendo a Horace exasperado que não importa o que ele diga, ela não se casará com ele. Barnaby e Horace saúdam os garçons ao mesmo tempo e, na confusão que se segue, cada um deixa cair a carteira e inadvertidamente pega a outra. Barnaby está encantado por agora poder pagar a conta do restaurante, enquanto Horace encontra apenas um pequeno troco. Barnaby e Cornelius percebem que a carteira deve pertencer a Horace. Cornelius, Irene, Barnaby e Minnie tentam se esgueirar durante o "The Polka Contest", mas Horace os reconhece e também vê Ermengarde e Ambrose. O resultado que se segue culmina com uma viagem à quadra noturna.
Cornelius e Barnaby confessam que não têm dinheiro e nunca estiveram em Nova York antes. Cornelius declara que, mesmo que tenha que cavar valas pelo resto da vida, nunca esquecerá o dia porque conheceu Irene. Cornelius, Barnaby e Ambrose, então, cada um professa seu amor pelo companheiro ("Só é preciso um momento"). Dolly convence o juiz de que seu único crime era estar apaixonado. O juiz considera todos inocentes e inocentados de todas as acusações, mas Horace é declarado culpado e forçado a pagar uma indenização. Dolly menciona o casamento novamente, e Horace declara que ele não se casaria com ela se ela fosse a última mulher no mundo. Dolly, irritada, diz a ele "Até logo, Dearie", dizendo que, enquanto ele estiver entediado e sozinho, ela estará vivendo a vida alta.
Na manhã seguinte, de volta à loja de feno e forragem, Cornelius e Irene, Barnaby e Minnie e Ambrose e Ermengarde partem para os novos caminhos da vida. Horace Vandergelder, castigado, finalmente admite que precisa de Dolly em sua vida, mas Dolly não tem certeza sobre o casamento até que seu falecido marido a envie um sinal. Vandergelder repete espontaneamente um ditado de Ephram: "O dinheiro é como adubo. Não vale nada, a menos que se espalhe, incentivando os jovens a crescer ". Horace diz a Dolly que a vida seria monótona sem ela, e ela promete em troca que "nunca mais vai embora" ("Olá, Dolly" (reprise)).

## Personagens
- Dolly Gallagher Levi: Uma viúva de meia-idade que decidiu começar sua vida novamente. Ela é casamenteira, intrometida, oportunista e uma mulher que ama a vida.
- Horace Vandergelder: o proprietário de uma loja Hay & Feed e um cliente da Dolly Gallagher Levi's. Um conhecido meio milionário, ele é um viúvo, áspero, autoritário e determinado em seus caminhos.
- Cornelius Hackl: o chefe de gabinete de Vandergelder que anseia por um dia emocionante em Nova York. Jovem enérgico, entusiasmado e aventureiro que tem uma doce inocência.
- Barnaby Tucker: Assistente de Cornelius na loja Hay & Feed da Vandergelder. Ele é doce, ingênuo, enérgico e seguidor.
- Irene Molloy: Uma viúva e uma moça bonita, inteligente e divertida, com uma chapelaria em Nova York. Dolly a apresentou a Horace Vandergelder, mas ela anseia por romance.
- Minnie Fay: Uma jovem garota que trabalha na chapelaria de Irene. A assistente de Irene, ela é ingênua, atenta, fresca e seguidora.
- Ambrose Kemper: Um artista jovem e explosivo que luta para se casar com Ermengarde.
- Ermengarde: A jovem sobrinha de Horace Vandergelder. Ela chora frequentemente e quer sua independência e quer se casar com Ambrose.
- Ernestina Money: Uma garota de aparência excêntrica que precisa dos serviços de casamenteiro de Dolly.
- Rudolf Reisenweber: Maître d 'do restaurante Harmonia Gardens.
- Juiz: Um juiz noturno de bigodes brancos. Facilmente movido às lágrimas pelo romance.
- Sra. Rosa: Um velho amigo de Dolly.

## Personagens e elenco original
| Character            | Broadway (1964)       | West End (1965) | Movie (1969)      | Broadway (1975)   | Broadway (1978)   | West End (1979) | West End (1983) | Broadway (1995)  | Paper Mill Playhouse (2006) | West End (2009)       | Broadway (2017)   | US National Tour (2018) |
| -------------------- | --------------------- | --------------- | ----------------- | ----------------- | ----------------- | --------------- | --------------- | ---------------- | --------------------------- | --------------------- | ----------------- | ----------------------- |
| Dolly Gallagher Levi | Carol Channing        | Mary Martin     | Barbra Streisand  | Pearl Bailey      | Carol Channing    | Carol Channing  | Danny La Rue    | Carol Channing   | Tovah Feldshuh              | Samantha Spiro        | Bette Midler      | Betty Buckley           |
| Horace Vandergelder  | David Burns           | Loring Smith    | Walter Matthau    | Billy Daniels     | Eddie Bracken     | Eddie Bracken   | Lionel Jeffries | Jay Garner       | Walter Charles              | Allan Corduner        | David Hyde Pierce | Lewis J. Stadlen        |
| Cornelius Hackl      | Charles Nelson Reilly | Garrett Lewis   | Michael Crawford  | Terrence Emanuel  | Lee Roy Reams     | Tudor Davies    | Michael Sadler  | Michael DeVries  | Jonathan Rayson             | Daniel Crossley       | Gavin Creel       | Nic Rouleau             |
| Barnaby Tucker       | Jerry Dodge           | Johnny Beecher  | Danny Lockin      | Grenoldo Frazier  | Robert Lydiard    | Richard Drabble | Mark Haddigan   | Cory English     | Brian Sears                 | Oliver Brenin         | Taylor Trensch    | Jess LeProtto           |
| Irene Molloy         | Eileen Brennan        | Marilynn Lovell | Marianne McAndrew | Mary Louise       | Florence Lacey    | Maureen Scott   | Lorna Dallas    | Florence Lacey   | Kate Baldwin                | Josefina Gabrielle    | Kate Baldwin      | Analisa Leaming         |
| Minnie Fay           | Sondra Lee            | Coco Ramirez    | E.J. Peaker       | Chip Fields       | Alexandra Korey   | Mandy More      | Pollyann Tanner | Lori Ann Mahl    | Jessica-Snow Wilson         | Akiya Henry           | Beanie Feldstein  | Kristen Hahn            |
| Ambrose Kemper       | Igors Gavon           | Mark Alden      | Tommy Tune        | Howard Porter     | Michael C. Booker |                 | David Ellen     | James Darrah     | Drew Gehling                | Mark Anderson         | Will Burton       | Garrett Hawe            |
| Ermengarde           | Alice Playten         | Beverlee Weir   | Joyce Ames        | Karen Hubbard     | K.T. Baumann      |                 | Sue Latimer     | Christine DeVito | Lauren Marcus               | Clare Louise Connolly | Melanie Moore     | Morgan Kirner           |
| Ernestina            | Mary Jo Catlett       | Judith Drake    | Judy Knaiz        | Bessye Ruth Scott | P.J. Nelson       |                 | Carol Kaye      | Monica M. Wemitt | Anna McNeely                |                       | Jennifer Simard   | Jessica Sheridan        |
| Rudolph              | David Hartman         | Robert Hocknell | David Hurst       | Jonathan Wynne    | John Anania       |                 | Jeremy Hawk     | Steve Pudenz     | William Solo                |                       | Kevin Ligon       | Wally Dunn              |

### Substituições de elenco notáveis
Broadway 1964
- Dolly Levi: Pearl Bailey, Thelma Carpenter, Ethel Merman, Phyllis Diller, Bibi Osterwald, Betty Grable, Martha Raye, Ginger Rogers Horace Vandergelder: Cab Calloway, Richard Deacon, Max Showalter Cornelius Hackl: Will Mackenzie, Russell Nype Barnaby Tucker: Danny Lockin (Barnaby do filme de 1969 Irene Malloy: Ernestine Jackson Minnie Fay: Georgia Engel, Leland Palmer

Broadway 2017
- Dolly Levi: Bernadette Peters, Donna Murphy (apenas em determinadas apresentações) Horace Vandergelder: Victor Garber Cornelius Hackl: Santino Fontana Barnaby Tucker: Charlie Stemp Ernestina: Alli Mauzey

US Tour 2018
- Dolly Levi: Carolee Carmello em 24 de setembro de 2019[14]

## Números musicais
| Ato I - Overture – Orchestra - "Call On Dolly" – Ensemble - "I Put My Hand In" — Dolly - "It Takes A Woman" — Horace, Men - "It Takes A Woman (Reprise)" – Horace - "World, Take Me Back" – Dolly* - "Put On Your Sunday Clothes" — Cornelius, Barnaby, Dolly, Ambrose, Ermengarde, and Ensemble - "Ribbons Down My Back" — Irene - "Ribbons Down My Back (Reprise)" – Irene - "Motherhood" — Dolly, Irene, Minnie Fay, and Horace - "Dancing" — Dolly, Cornelius, Barnaby, Irene, Minnie Fay, and Ensemble - "Love, Look In My Window" – Dolly* - "Before The Parade Passes By" — Dolly and the Company - "Finale Act I: Before The Parade Passes By" – Dolly | Ato II - Entr'acte – Orchestra - "Penny in My Pocket" – Vandergelder^ - "Elegance" – Cornelius, Barnaby, Irene, Minnie Fay - "The Waiters' Gallop" – Rudolph and the Waiters - "Hello, Dolly!" – Dolly, Rudolph, Waiters, Cooks - "The Waiters' Gallop (Reprise)" – Rudolph and Waiters - "The Polka Contest" – Ambrose, Ermengarde, Irene, Cornelius, Minnie Fay, Barnaby, and the Contestants** - "It Only Takes a Moment" – Cornelius, Irene, Ensemble - "So Long Dearie" – Dolly - "Hello, Dolly!" (Reprise) – Dolly and Vandergelder - "Finale Act II: Hello, Dolly! / Dancing / It Only Takes a Moment / Put On Your Sunday Clothes / Hello, Dolly!" — The Company |

* A música foi cortada antes da Broadway Opening, restabelecida quando Ethel Merman se juntou para interpretar Dolly. **A música substituiu "Come and Be My Butterfly" durante a Broadway Run.
^O solo "Penny in My Pocket", de Horace Vandergelder, embora tenha recebido ótimas respostas fora da cidade, foi cortado antes da estreia na Broadway por razões de tempo. Para o Broadway Revival de 2017, foi adicionado novamente como a abertura do Ato Dois em frente à cortina. No entanto, ele não está incluído na versão licenciada para ações e produções amadoras da Tams Witmark.
A música "Elegance", embora creditada a Herman, foi escrita por Bob Merrill para o programa de 1957 New Girl in Town, mas excluída da produção original.

## Produções

### Produção original da Broadway
O musical, dirigido e coreografado por Gower Champion e produzido por David Merrick, estreou em 16 de janeiro de 1964, no St. James Theatre e fechou em 27 de dezembro de 1970, após 2 844 apresentações. Carol Channing estrelou como Dolly, com um elenco de apoio que incluía David Burns como Horace, Charles Nelson Reilly como Cornelius, Eileen Brennan como Irene, Jerry Dodge como Barnaby, Sondra Lee como Minnie Fay, Alice Playten como Ermengarde e Igors Gavon como Ambrose. Apesar de enfrentar a concorrência da Funny Girl com Barbra Streisand, Olá, Dolly! varreu o Tony Awards naquele ano, ganhando prêmios em dez categorias (de onze indicações) que vincularam o musical ao antigo recordista do Pacífico Sul,[carece de fontes?] registro que permaneceu ininterrupto por 37 anos, até que os produtores ganharam doze Tonys em 2001.

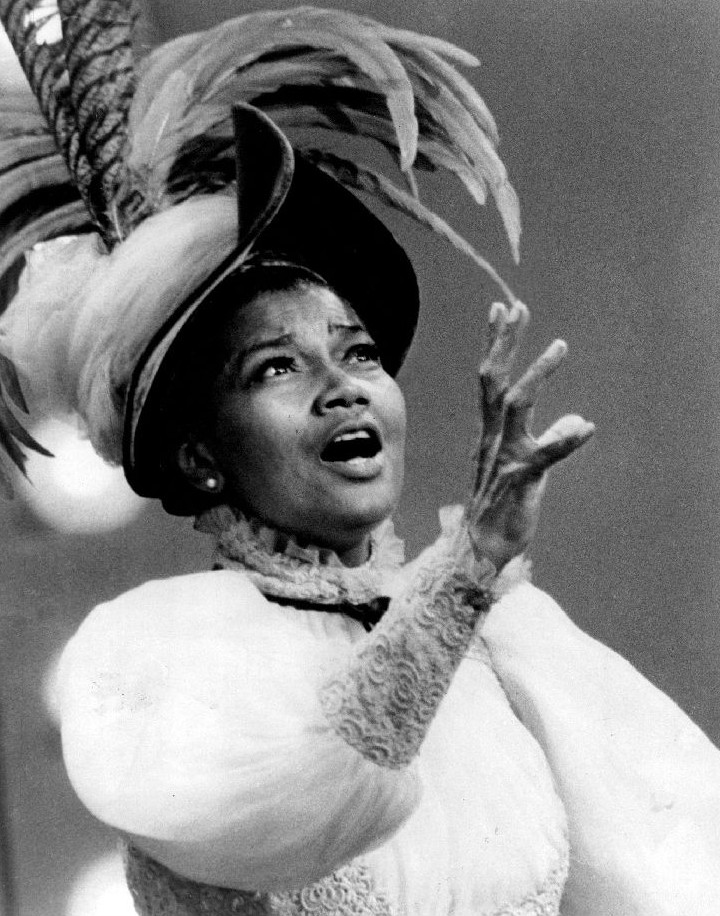
Pearl Bailey como Dolly, 1968.

Depois que Channing deixou o show, Merrick empregou atrizes proeminentes para interpretar Dolly, incluindo Ginger Rogers, que começou em 9 de agosto de 1965; Martha Raye, a partir de 27 de fevereiro de 1967; Betty Grable, de 12 de junho de 1967 a 5 de novembro de 1967; Pearl Bailey (em uma versão toda preta) a partir de 12 de novembro de 1967; Phyllis Diller, em 26 de dezembro de 1969; e Ethel Merman (depois de ter recusado a liderança no início do programa) de 28 de março de 1970 a 27 de dezembro de 1970.
Duas músicas gravadas antes da abertura - músicas típicas no estilo de cinto "World, Take Me Back" e "Love, Look in My Window" - foram restauradas para a carreira de Merman. Thelma Carpenter interpretou Dolly em todas as matinês durante a produção de Pearl Bailey e substituiu mais de cem vezes, em um ponto tocando todas as apresentações por sete semanas seguidas. Bibi Osterwald era a substituta de Dolly na produção original da Broadway, substituindo todas as estrelas, incluindo Bailey, apesar de Osterwald ser um loiro de olhos azuis. Bailey recebeu um Prêmio Tony Especial em 1968.
O programa recebeu ótimas críticas, com "elogios a Carol Channing e, particularmente, Gower Champion". A produção original se tornou o musical de maior duração (e o terceiro show de maior duração) da história da Broadway até então, superando My Fair Lady e sendo superado por Fiddler on the Roof. A produção da Broadway de Hello Dolly! arrecadou $ 27 milhões. Olá Dolly! e Fiddler permaneceu o maior detentor de discos da Broadway por quase dez anos, até que Grease os ultrapassou.
Tour e Dollys regional
Dorothy Lamour, Eve Arden, Ann Miller, Michele Lee, Edie Adams e Yvonne De Carlo fizeram o papel em turnê. Betty White apareceu com os Kenley Players como Dolly no verão de 1979. Molly Picon apareceu como Dolly em uma produção de 1971 pelo North Shore Music Theater de Beverly, Massachusetts. Lainie Kazan estrelou uma produção no Claridge Atlantic City. Tovah Feldshuh e Betsy Palmer interpretaram Dolly em produções da Paper Mill Playhouse. Marilyn Maye também estrelou em várias produções regionais e gravou um álbum completo da trilha sonora.

### Produção original de Londres
Olá Dolly! estreou no West End no Theatre Royal, Drury Lane em 2 de dezembro de 1965 e concorreu a 794 apresentações. Champion dirigiu e coreografou, e o elenco estrelou Mary Martin como Dolly (depois que ela, assim como Merman, recusou o papel da série original do show), Loring Smith como Horace Vandergelder (Smith criou o papel de Horace no filme). produção original de The Matchmaker ), Johnny Beecher como Barnaby, Garrett Lewis como Cornelius, Mark Alden como Ambrose Kemper e Marilynn Lovell como Irene Molloy. Dora Bryan substituiu Martin durante a corrida.

### Avivamentos
O show foi revivido quatro vezes na Broadway:
- 6 de novembro de 1975 - 28 de dezembro de 1975, Minskoff Theatre - Estrelando Pearl Bailey e Billy Daniels em uma produção totalmente negra (42 apresentações)
- 5 de março de 1978 - 9 de julho de 1978, Teatro Lunt-Fontanne - Estrelado por Carol Channing e Eddie Bracken (147 apresentações)
- 19 de outubro de 1995 - 28 de janeiro de 1996, Teatro Lunt-Fontanne - Estrelado por Carol Channing e Jay Garner (116 apresentações)
- 20 de abril de 2017 - 25 de agosto de 2018 - Shubert Theatre - Estrelado por Bette Midler e David Hyde Pierce (550 apresentações)

No West End, o show foi revivido três vezes:
- 1979 - Estrelando Carol Channing no Theatre Royal, Drury Lane e Shaftesbury Theatre
- 3 de janeiro de 1984 - 27 de abril de 1984 - Estrelando Danny La Rue, protagonista feminina, como Dolly, no Prince of Wales Theatre[25]
- 30 de julho de 2009 - 12 de setembro de 2009 - estrelado por Samantha Spiro (Dolly) e Allan Corduner (Horace) no Open Air Theatre, Regent's Park.[26] Spiro ganhou o Prêmio Olivier por sua performance.

Em 1989, houve uma turnê britânica do show dirigida e coreografada por Paul Kerryson, estrelado por Dora Bryan. Kerryson dirigiu o show novamente em 2014 no Curve Theatre em Leicester, no Reino Unido, estrelado por Janie Dee.

### Renascimento da Broadway 2017/turnê nacional

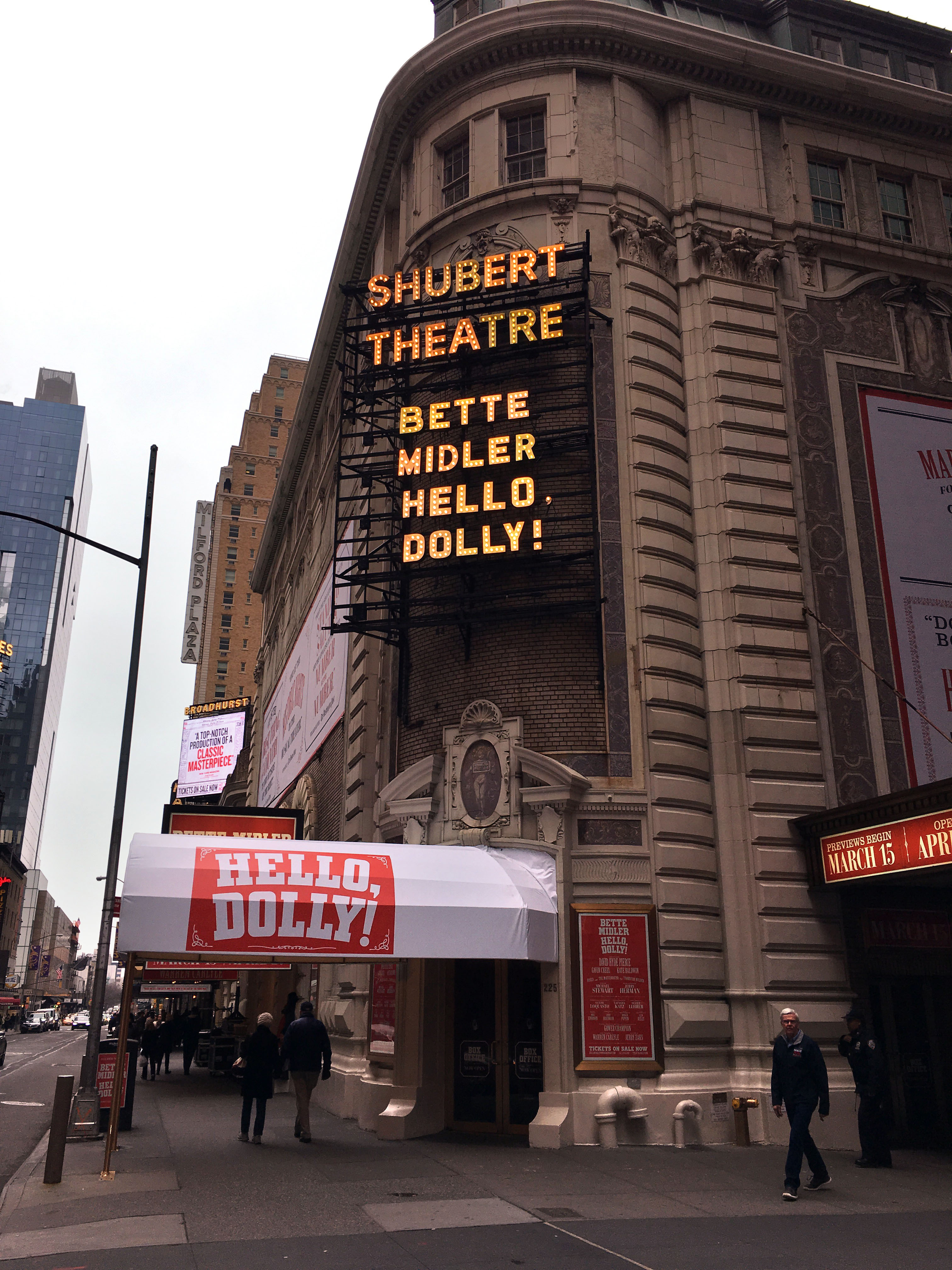
Renascimento da Broadway 2017 no Shubert Theatre

Em 19 de janeiro de 2016, foi anunciado que Bette Midler faria o papel-título em um renascimento da Broadway de Hello, Dolly!. As pré-estreias começaram em 15 de março de 2017, com abertura oficial em 20 de abril de 2017, no Shubert Theatre.
A produção foi produzida por Scott Rudin, dirigido por Jerry Zaks e coreografado por Warren Carlyle. David Hyde Pierce jogou Horace Vandergelder. Outro elenco principal para este renascimento incluiu Kate Baldwin como Irene Molloy, Gavin Creel como Cornelius Hackl, Jennifer Simard como Ernestina Money, Taylor Trensch e Charlie Stemp como Barnaby Tucker, Will Burton como Ambrose Kemper, Melanie Moore como Ermengarde, e Beanie Feldstein como Minnie Fay. Donna Murphy desempenhou o papel de Dolly nas performances de terça-feira à noite, começando em junho de 2017, além de cobrir as datas de feriados de Midler. Ela tocou sua apresentação final em 7 de janeiro de 2018.
Midler, Pierce, Trensch e Feldstein deixaram a produção em 14 de janeiro de 2018. Bernadette Peters assumiu o papel de Dolly com pré-visualizações de 20 de janeiro de 2018, oficialmente em 22 de fevereiro de 2018, e Victor Garber assumiu o papel de Horace Vandergelder. Charlie Stemp assumiu o papel de Barnaby Tucker em 20 de janeiro de 2018. Santino Fontana temporariamente desempenhou o papel de Cornelius Hackl de março de 2018 a 6 de maio, enquanto Gavin Creel se recuperou de uma cirurgia nas costas. Creel voltou ao papel em 8 de maio de 2018. Antes do noivado temporário de Fontana, o estudioso Christian Dante White desempenhou o papel de Cornelius. A produção foi encerrada em 25 de agosto de 2018, com Midler e Hyde Pierce retornando para interpretar Dolly e Horace (respectivamente) de 17 de julho de 2018 ao encerramento.
Betty Buckley interpreta o papel-título na primeira turnê nacional do renascimento da Broadway de 2017, que começou a se apresentar em Cleveland, Ohio em outubro de 2018 no Connor Palace na Playhouse Square, depois de um teste em Utica, Nova York, em setembro de 2018.

### Produções internacionais
- A produção australiana em 1965-1966 estrelou Carole Cook, produzida pela JC Williamson Theatres LTD. Ela foi a segunda mulher a desempenhar o papel. Jack Goode como Horace e Bill Millican como Cornelius também estrelaram. O espetáculo tocou no Teatro de Sua Majestade, em Sydney e Melbourne, e no Teatro de Sua Majestade, em Aukland, em 1966.[43][44][45]
- A produção israelense de 1968-1970 estrelou Hanna Maron como Dolly Levi, uma das atrizes mais famosas do teatro de Israel, no teatro "Alhambra", produzido por Giora Godik, também estrelado por Shraga Friedman como Horace Vandergelder, Gadi Yagil como Cornelius Hackl e Tzipi Shavit como Minnie Fay. O musical teve um enorme sucesso e Dolly continua sendo um dos papéis adoráveis de Maron. O musical foi traduzido para o hebraico por Haim Hefer, um conhecido compositor e poeta.[46]
- Em 1967, a cantora e atriz argentina Libertad Lamarque estrelou a primeira versão em espanhol do musical no Teatro Manolo Fabregas da Cidade do México. Lamarque também estrelou o musical na Argentina no mesmo ano.[47]
- Em 1985, a diva cubana Rosita Fornes interpretou Dolly em uma produção cubana de Hello, Dolly, no Teatro Karl Marx, em Havana, Cuba. Ela também desempenhou o papel em Camaguey City e em uma produção de televisão sob o diretor Manolo Rifat.[48]
- Em 1989, a atriz de teatro canadense Nonnie Griffin interpretou Dolly em uma série de 10 meses de Hello Dolly em Toronto.[49]
- Em 1996, a estrela do cinema mexicano Silvia Pinal estrelou uma nova versão do musical ao lado de Ignacio Lopez Tarso no Teatro Silvia Pinal, na Cidade do México.[50]
- Em 2018, a atriz e cantora mexicana Daniela Romo estrelou uma nova versão mexicana do musical no Teatro de los Insurgentes, na Cidade do México.[51]

### Passeios
- Mary Martin estrelou uma turnê nos EUA, começando em abril de 1965 e tocando em 11 cidades. A produção também fez uma turnê no Japão, Coreia do Sul e Vietnã para uma apresentação especial do USO das tropas americanas.[52][53][54]
- Uma segunda turnê nos EUA começou em setembro de 1965, liderada por Channing, e durou dois anos e nove meses. Eve Arden e Dorothy Lamour foram substituídas.[55]
- Em 2008, Anita Dobson fez uma turnê no Reino Unido.[56]
- Sally Struthers apareceu como Dolly na turnê de 50 anos do musical, a partir de outubro de 2013.[57]
- Uma turnê do avivamento da Broadway em 2017 começou a percorrer os EUA em setembro de 2018 em Utica, Nova York, estrelando Betty Buckley.[58] O elenco inclui Lewis J. Stadlen como Horace Vandergelder, Nic Rouleau como Cornelius, Analisa Leaning como Irene Molloy, Jess LeProtto como Barnaby, Kristen Hahn como Minnie Fay, Garret Hawe como Ambrose Kemper, Morgan Kirner como Ermengarde e Jessica Sheridan como Ernestina.[59] Buckley terminou sua corrida na turnê em 25 de agosto de 2019; Carolee Carmello assume o cargo de Dolly em 24 de setembro de 2019 em Kansas City, Missouri.[14]

## Recepção critica
As críticas à noite de abertura da produção original foram geralmente positivas, e o desempenho de Carol Channing como Dolly Gallagher Levi foi muito aclamado; no entanto, alguns revisores criticaram a pontuação e o libreto, o que implica que o desempenho de Channing foi responsável pela eficácia do programa. Em sua resenha da performance da noite de abertura, Howard Taubman, crítico de teatro do New York Times, escreveu 
 Olá Dolly! ... tem qualidades de frescura e imaginação raras na execução de nossos musicais feitos à máquina. Ele transmuta o clima amplamente estilizado de uma farsa exuberante no gosto e nas cores do palco musical. ... As músicas do Sr. Herman são rápidas, pontiagudas e sempre afinadas ... uma performance astuciosamente travessa de Carol Channing. ... Fazendo as reservas necessárias para os toques vulgares e frenéticos desnecessários, é um prazer receber Olá, Dolly! por seu calor, cor e alto astral. 
 John Chapman, do New York Daily News, elogiou a performance de Carol Channing, declarando-a "a mulher mais extrovertida no palco musical de hoje - grande e quente, todos os olhos e sorrisos, apaixonada por todos no teatro e possuindo uma voz única que varia um pouco para cima de um baixo profundo ". Ele também escreveu: "Eu não diria que a partitura de Jerry Herman é memorável". O crítico do New York Post Richard Watts Jr. escreveu: 
 O fato de que [Olá, Dolly!] me parece ter pouco charme, cordialidade e a qualidade intangível da distinção de forma alguma altera minha convicção de que será um enorme sucesso popular. Herman compôs uma partitura sempre agradável e afinada, embora o único número que vem à mente no momento seja a animada música-título. Suas letras poderiam ser chamadas de reparadas. 
 No New York Herald Tribune, Walter Kerr escreveu: 
 Olá Dolly! é um sonho de comédia musical, com Carol Channing a garota. ... Channing abre bem os olhos grandes como pedra de moer, abre os braços com luvas brancas em abandono extático, sai em uma pista circular que circunda a orquestra e passa a dançar anéis ao redor do maestro. ... Com cabelos como espuma do mar alaranjada, um contralto como o relinchar de um cavalo e uma arrogância confidencial, ela é uma artista de comédia musical com todo o glamour da garota nas partituras de 1916. 
 Kerr percebeu deficiências no libreto, porém, afirmando que "as falas nem sempre são tão engraçadas quanto Miss Channing as faz". John McClain, do New York Journal American, elogiou particularmente a encenação do musical, dizendo que 
 Gower Champion merece o grande gongo por desempenho além da obrigação. Raramente, um grupo de dançarinos trouxe tanto estilo e emoção a uma produção que poderia facilmente ser pedestre. ... É difícil descrever a emoção [a música "Hello, Dolly!"] Produz. Ontem à noite, a plateia quase destruiu os assentos enquanto liderava o desfile de garçons em uma série de bis sobre a pista semicircular que se estende ao redor da orquestra para a plateia ... um tributo ao apelo pessoal da Srta. Channing e a inventividade mágica da encenação do Sr. Champion. 

## Prêmios e indicações

### Produção original da Broadway
| Ano  | Prémio                                           | Categoria                                          | Nomeado                          | Resultado |
| ---- | ------------------------------------------------ | -------------------------------------------------- | -------------------------------- | --------- |
| 1964 | Prêmio Círculo de Críticos de Drama de Nova York | Melhor Musical \| Venceu                           | Melhor Musical \| Venceu         |           |
| 1964 | Tony Award                                       | Best Musical\| Venceu                              | Best Musical\| Venceu            |           |
| 1964 | Tony Award                                       | Best Book of a Musical                             | Venceu                           |           |
| 1964 | Tony Award                                       | Best Performance by a Leading Actress in a Musical | Carol Channing\| Venceu          |           |
| 1964 | Tony Award                                       | Best Performance by a Featured Actor in a Musical  | Charles Nelson Reilly\| Indicado |           |
| 1964 | Tony Award                                       | Best Original Score                                | Venceu                           |           |
| 1964 | Tony Award                                       | Best Producer of a Musical                         | Venceu                           |           |
| 1964 | Tony Award                                       | Best Direction of a Musical                        | Venceu                           |           |
| 1964 | Tony Award                                       | Venceu                                             | Venceu                           |           |
| 1964 | Tony Award                                       | Best Conductor and Musical Director                | Venceu                           |           |
| 1964 | Tony Award                                       | Best Scenic Design                                 | Venceu                           |           |
| 1964 | Tony Award                                       | Best Costume Design                                | Venceu                           |           |
| 1968 | Special Tony Award                               | Special Award                                      | Pearl Bailey\| Venceu            |           |
| 1970 | Drama Desk Award                                 | Outstanding Performance                            | Ethel Merman\| Venceu            |           |

| Ano  | Prémio      | Categoria                                             | Nomeado  | Resultado |
| ---- | ----------- | ----------------------------------------------------- | -------- | --------- |
| 1978 | Prêmio Tony | Melhor Performance de um Ator Principal em um Musical | Indicado |           |

### Renascimento do West End de 1979
| Ano  | Prémio         | Categoria               | Nomeado                    | Resultado |
| ---- | -------------- | ----------------------- | -------------------------- | --------- |
| 1979 | Prêmio Olivier | Melhor Atriz em Musical | Carol Channing \| Indicado |           |

### Renascimento da Broadway em 1995
| Ano  | Prémio      | Categoria                                     | Nomeado                                       | Resultado |
| ---- | ----------- | --------------------------------------------- | --------------------------------------------- | --------- |
| 1996 | Prêmio Tony | Melhor Renascimento de um Musical \| Indicado | Melhor Renascimento de um Musical \| Indicado |           |

### Renascimento de 2009 ao ar livre
| Ano  | Prémio                  | Categoria                             | Nomeado                               | Resultado |
| ---- | ----------------------- | ------------------------------------- | ------------------------------------- | --------- |
| 2010 | Prêmio Laurence Olivier | Melhor Renascimento Musical \| Venceu | Melhor Renascimento Musical \| Venceu |           |
| 2010 | Prêmio Laurence Olivier | Best Actress in a Musical             | Samantha Spiro\| Venceu               |           |
| 2010 | Prêmio Laurence Olivier | Best Theatre Choreographer            | Venceu                                |           |

### Renascimento da Broadway em 2017
| Ano  | Prémio                     | Categoria | Nomeado                                                               | Resultado |
| ---- | -------------------------- | --- | --------------------------------------------------------------------- | --------- |
| 2017 | Prêmio Tony                | Melhor Renascimento de um Musical \| Venceu                                                                   | Melhor Renascimento de um Musical \| Venceu                           |           |
| 2017 | Prêmio Tony                | Best Actor in a Leading Role in a Musical                                                                     | David Hyde Pierce\| Indicado                                          |           |
| 2017 | Prêmio Tony                | Best Actress in a Leading Role in Musical                                                                     | Bette Midler\| Venceu                                                 |           |
| 2017 | Prêmio Tony                | Best Actor in a Featured Role in a Musical                                                                    | Venceu                                                                |           |
| 2017 | Prêmio Tony                | Best Actress in a Featured Role in a Musical                                                                  | Indicado                                                              |           |
| 2017 | Prêmio Tony                | Best Direction of a Musical                                                                                   | Indicado                                                              |           |
| 2017 | Prêmio Tony                | Best Scenic Design of a Musical                                                                               | Indicado                                                              |           |
| 2017 | Prêmio Tony                | style="text-align:center;background: #ddffdd;vertical-align: middle; {{{style}}}" class="table-yes2"\| Venceu | Indicado                                                              |           |
| 2017 | Prêmio Tony                | Best Lighting Design of a Musical                                                                             | Indicado                                                              |           |
| 2017 | Prêmio Tony                | Best Orchestrations                                                                                           | Indicado                                                              |           |
| 2017 | Drama Desk Award           | Outstanding Revival of a Musical\| Venceu                                                                     | Outstanding Revival of a Musical\| Venceu                             |           |
| 2017 | Drama Desk Award           | Outstanding Actress in a Musical                                                                              | Venceu                                                                |           |
| 2017 | Drama Desk Award           | Outstanding Featured Actor in a Musical                                                                       | Venceu                                                                |           |
| 2017 | Drama Desk Award           | Outstanding Featured Actress in a Musical                                                                     | Indicado                                                              |           |
| 2017 | Drama Desk Award           | Outstanding Director of a Musical                                                                             | Indicado                                                              |           |
| 2017 | Drama Desk Award           | Outstanding Choreographer                                                                                     | Indicado                                                              |           |
| 2017 | Drama Desk Award           | Outstanding Set Design                                                                                        | Indicado                                                              |           |
| 2017 | Drama Desk Award           | Outstanding Costume Design                                                                                    | Indicado                                                              |           |
| 2017 | Drama Desk Award           | Outstanding Sound Design                                                                                      | Indicado                                                              |           |
| 2017 | Drama Desk Award           | Outstanding Wigs and Hair                                                                                     | Indicado                                                              |           |
| 2017 | Drama League Award         | Outstanding Revival of a Broadway or Off-Broadway Musical                                                     | Outstanding Revival of a Broadway or Off-Broadway Musical             |           |
| 2017 | Drama League Award         | Distinguished Performance                                                                                     | David Hyde Pierce\| Indicado                                          |           |
| 2017 | Outer Critics Circle Award | Outstanding Revival of a Broadway Musical\| Venceu                                                            | Outstanding Revival of a Broadway Musical\| Venceu                    |           |
| 2017 | Outer Critics Circle Award | Outstanding Actor in a Musical                                                                                | David Hyde Pierce\| indicado                                          |           |
| 2017 | Outer Critics Circle Award | Outstanding Actress in a Musical                                                                              | Bette Midler\| Venceu                                                 |           |
| 2017 | Outer Critics Circle Award | Outstanding Featured Actor in a Musical                                                                       | Venceu                                                                |           |
| 2017 | Outer Critics Circle Award | Outstanding Featured Actress in a Musical                                                                     | Indicado                                                              |           |
| 2017 | Outer Critics Circle Award | Outstanding Director of a Musical                                                                             | Indicado                                                              |           |
| 2017 | Outer Critics Circle Award | Outstanding Choreographer                                                                                     | Venceu                                                                |           |
| 2017 | Outer Critics Circle Award | Outstanding Costume Design                                                                                    | Indicado                                                              |           |
| 2017 | Outer Critics Circle Award | Outstanding Lighting Design                                                                                   | Indicado                                                              |           |
| 2017 | Outer Critics Circle Award | Outstanding Orchestrations                                                                                    | Venceu                                                                |           |
| 2017 | Chita Rivera Awards        | Outstanding Ensemble in a Broadway Show\| Indicado                                                            | Outstanding Ensemble in a Broadway Show\| Indicado                    |           |
| 2017 | Chita Rivera Awards        | Outstanding Choreography in a Broadway Show                                                                   | Indicado                                                              |           |
| 2018 | Grammy Awards              | Best Musical Theater Album                                                                                    | Bette Midler (principal solista); Steven Epstein (produtor)\|Indicado |           |

## Gravações
A gravação do elenco original da Broadway da RCA Victor foi lançada em 1964. Foi o álbum número um na parada de álbuns pop da Billboard por sete semanas e o melhor álbum do ano na parada de fim de ano. Em 1965, uma gravação da produção original de Londres foi lançada. Em 1967, a RCA Victor lançou uma gravação do elenco substituto totalmente preto da Broadway, com Pearl Bailey, que também estrelou o renascimento não registrado de 1975. A trilha sonora do filme foi lançada em 1969. Em 15 de novembro de 1994, a gravação do elenco de renascimento de 1994 foi lançada.
A gravação do elenco do Broadway Revival de 2017 foi lançada em 12 de maio de 2017, com as músicas agora cantadas por Bette Midler, David Hyde Pierce, Kate Baldwin e Gavin Creel.

## Influência cultural
- Em 1964, a gravação de Armstrong da música, " Hello, Dolly! ", Chegou ao número um na parada pop da Billboard,[86][87] fazendo de Armstrong, aos 62 anos, a pessoa mais velha a realizar esse feito. No processo, Armstrong desalojou os Beatles "Can't Buy Me Love" da posição número um que ocuparam por 14 semanas consecutivas com três músicas diferentes.
- A música-título foi cantada no filme de 1999 Dick pelo ator Dan Hedaya, interpretando o presidente Richard Nixon.[88]
- O traje de cetim vermelho, com mangas de lantejoulas, desenhado por Freddy Wittop, que Channing usou durante Hello, Dolly! foi doado ao Smithsonian por Channing e pelo produtor teatral Manny Kladitis, após a turnê do trigésimo aniversário do show. Atualmente, está em exibição no Museu Nacional de História Americana.[89] Enquanto o vestido Harmonia Gardens de Miss Channing está no Smithsonian, o restante dos trajes originais de Freddy Wittop estão agora alojados na coleção permanente da Costume World Broadway Collection, um museu teatral dedicado ao figurino da Broadway localizado em Pompano Beach, Flórida.